# Nacho Duato
Juan Ignacio Duato Bàrcia, més conegut com a Nacho Duato i nascut a València el 8 de gener de 1957, és un ballarí i coreògraf de dansa moderna, que a més va ser director artístic de la Compañía Nacional de Danza d'Espanya durant vint anys, des del 1990 fins al 2010, quan va ser substituït pel ballarí clàssic José Carlos Martínez. A partir de 2011, Duato passa a dirigir el ballet del Teatre Mijailovski a Sant Petersburg, insígnia de la dansa clàssica. A Rússia és considerat un dels cinc millors coreògrafs al món de ballet contemporani.
És cosí germà de l'actriu de televisió valenciana Ana Duato.

## Carrera
Va començar a Londres, a la companyia de dansa contemporània Rambert Dance Company i va ampliar la seva formació a dues prestigioses escoles a dues de les capitals mundials de la dansa contemporània: primer a la Mudra School de Maurice Béjart, a Brussel·les i posteriorment a l'American Dance Centre d'Alvin Ailey a Nova York.
El 1980 va entrar a formar part del Cullberg Ballet d'Estocolm, i l'any següent va passar a la Nederlands Dans Theater de Den Haag, on al cap de dos anys, el 1983, va crear la seva primera coreografia (Jardí Tancat) i va guanyar el primer concurs com a coreògraf. El 1988 va ser nomenat un dels tres coreògrafs estables del Nederlands Dans Theater, amb Hans van Manen i el seu director, Jirí Kylián.
El 1990, el Ministeri de Cultura d'Espanya el va nomenar director artístic del Ballet del Teatro Lírico Nacional de España, a Madrid, que el 1993 va passar a anomenar-se Compañía Nacional de Danza. El 31 de juliol de 2010, cansat de discutir amb polítics desconeixedors de la dansa, no va voler renovar el seu contracte i va fitxar pel Teatre Mijailovski de Sant Petersburg, que comença a dirigir el 2011.

## Coreografies
Algunes de les seves obres són:
- Jardí Tancat, sobre música de Maria del Mar Bonet
- Na Floresta
- Mediterrània
- Multiplicidad. Formas de Vacío y Silencio
- Jardín Infinito, en homenatge al dramaturg Anton Txékhov
- White Darkness
- Return to the Stange Land, de Jiří Kylián (1975).
- Forgotten Rand, de Jiří Kylián (1981).
- Stampig Ground, de Jiří Kylián (1983).
- Petite Mort, de Jiří Kylián (1991)